# Grevillea excelsior
Grevillea excelsior es una especie de arbusto  del gran género  Grevillea perteneciente a la familia  Proteaceae. Es originaria de Western Australia.

## Descripción
Alcanza  una altura de entre 1 y 3 metros y produce flores de color amarillo o naranja, entre julio y enero (a mediados de invierno a mediados de verano) en su hábitat.

## Taxonomía
Grevillea excelsior fue descrita por Ludwig Diels y publicado en Botanische Jahrbücher für Systematik, Pflanzengeschichte und Pflanzengeographie 35: 151. 1904.
Etimología
Grevillea, el nombre del género fue nombrado en honor de Charles Francis Greville, cofundador de la Royal Horticultural Society.
excelsior: epíteto latíno que significa "el más alto"
Sinonimia
- Grevillea eriostachya subsp. excelsior (Diels) McGill.[3]